# Microdon anax
Microdon anax är en tvåvingeart som beskrevs av Thompson 1976. Microdon anax ingår i släktet myrblomflugor, och familjen blomflugor. Inga underarter finns listade i Catalogue of Life.